# Christian Ferdinand Abel
Christian Ferdinand Abel (Hannover, agosto 1682 – Köthen, 3 aprile 1737) è stato un gambista e violoncellista tedesco, membro della famiglia Abel.

## Biografia
Vissuto nel diciottesimo secolo, suonò la viola da gamba e il violoncello alla corte di Köthen dal 1715 al 1737.
Forse per lui o per Christian Bernhard Linike, il compositore Johann Sebastian Bach scrisse le suite per violoncello solo.
Suoi figli furono i pittori Ernst Heinrich Abel ed Ernst August Abel, e i musicisti Karl Friedrich Abel e Leopold August Abel.